# Mammillaria microhelia
Mammillaria microhelia är en kaktusväxtart som beskrevs av Erich Werdermann. Mammillaria microhelia ingår i släktet Mammillaria och familjen kaktusväxter. Inga underarter finns listade i Catalogue of Life.

## Bildgalleri

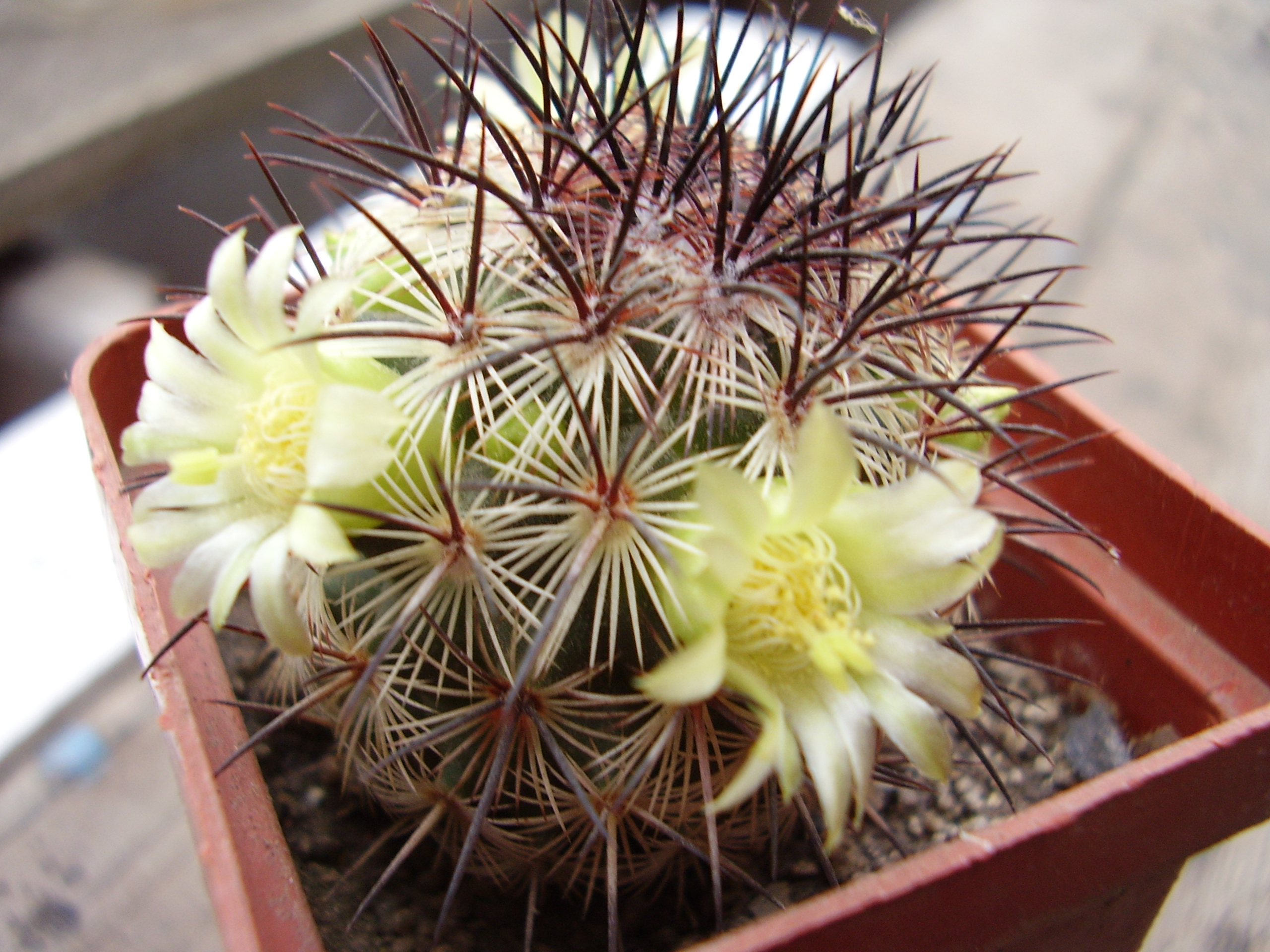
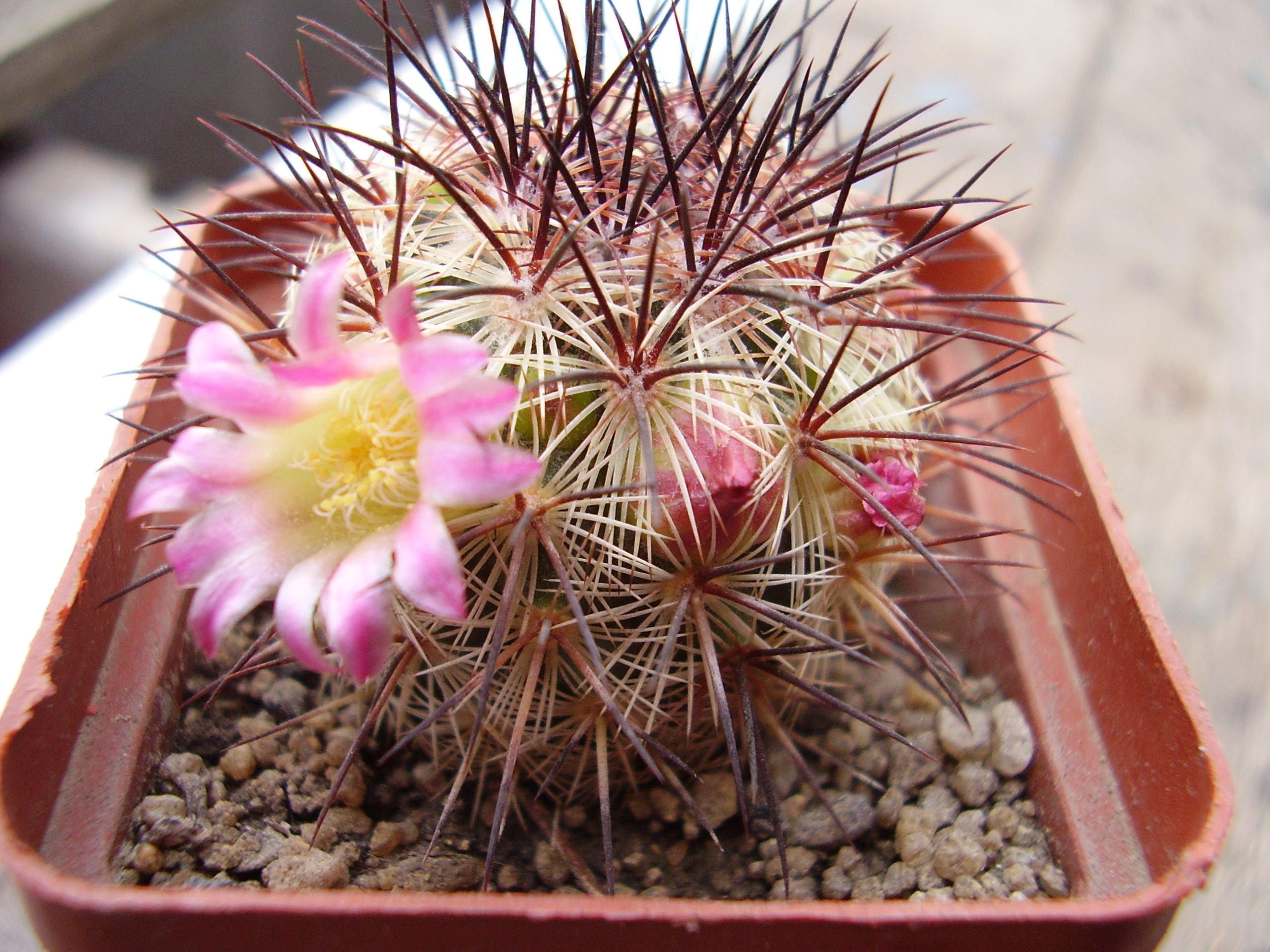
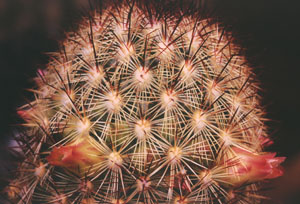
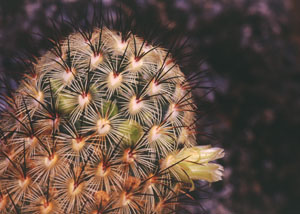
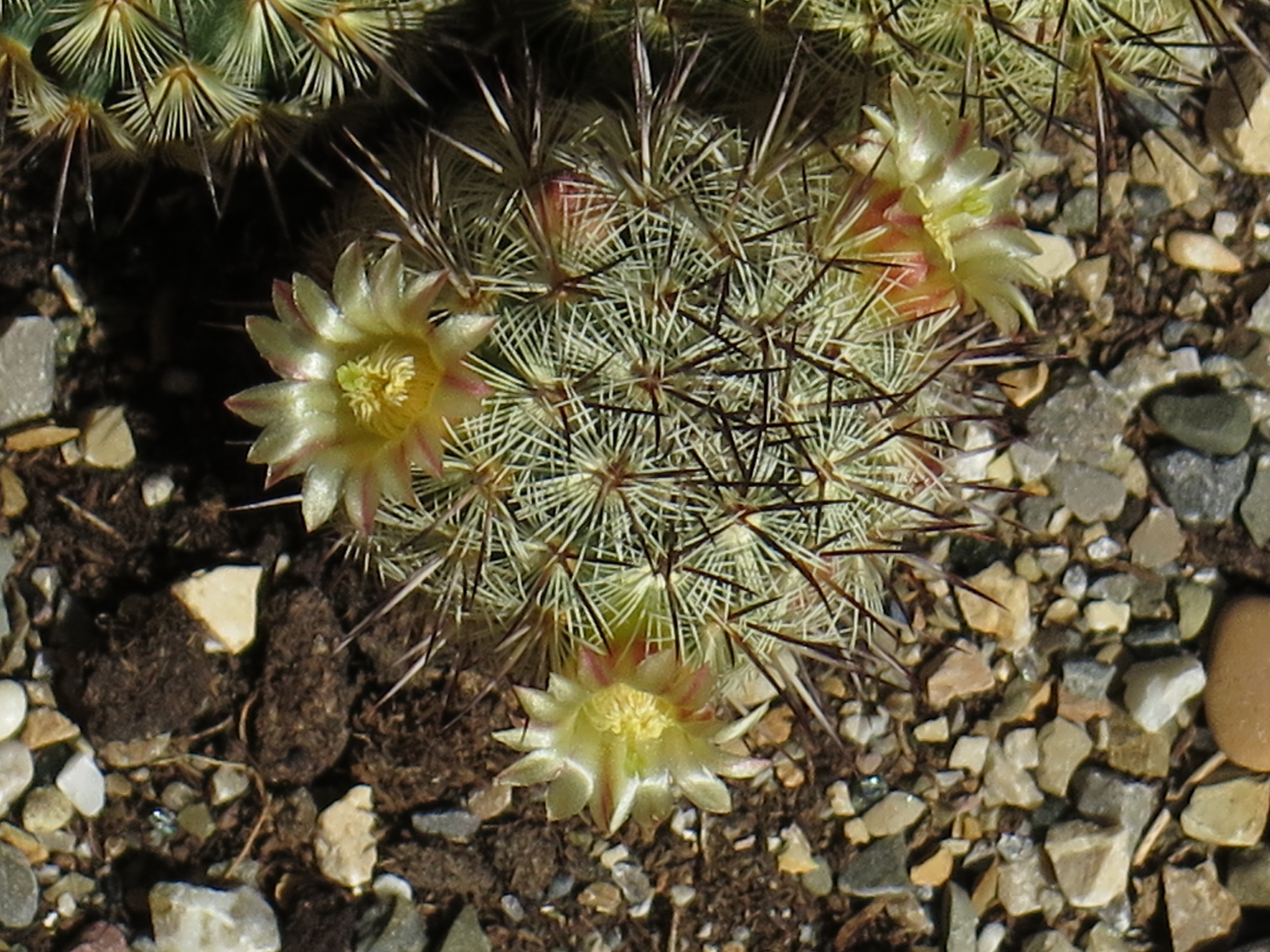